# Фрамлингамски замък
Фрамлингамският замък се намира в търговския град Фрамлингам в Съфолк, Англия. На мястото на замъка първоначално е съществувало нормандско укрепление от типа „мот и бейли“, което е разрушено от Хенри II в резултат на бунта през 1173 – 1174 г. Впоследствие укреплението е наново построено от Роджър Бигод, първи граф на Норфолк. Структурата е необичайна за времето си, понеже вместо донжон е била заобиколена от защитен зид с тринадесет кули. Въпреки това, крепостта е била превзета от крал Джон през 1216 г. след кратка обсада. В края на 13 век Фрамлингамският замък става луксозна резиденция с обширен ловен парк. През 15 и 16 век Фрамлингам бил сърцето на имотите на силните фамилии Моубри (Моубрей) и Хауърд. Две изкуствени плитки езера били построени около замъка, към който са издигнати няколко пристройки от модерните за времето си тухли. С голямо и богато домакинство, замъкът купувал припаси от цяла Англия и луксозни стоки от цял свят. Обширни градини за отдих били построени и някои стари части на замъка били с нов дизайн, който позволявал на посетителите да се насладят на прекрасната природна гледка. Въпреки това, в края на 16 век замъкът е занемарен и след като последният собственик от фамилия Хауърд изпада във финансови затруднения, замъкът и околните имоти са продадени.
Замъкът бил дарен на колежа Пемброук през 1636 г., като филантропски жест, след което постройките в двора били разрушени, за да се построи приют за бедни. Замъкът е използван с тази цел до 1839 г., когато съоръжението затворило врати. След това замъкът бил използван като място за военни упражнения и като окръжен съд. През 1913 г. колежът Пемброук дарил замъка на Министерството за обществени строежи. През Втората световна война замъкът бил използван от британската армия като защитна база срещу потенциална германска инвазия.
Днес замъкът Фрамлингам е паметник от национално значение и сграда от първи клас. Замъкът е собственост на организацията „Английско наследство“ и се експлоатира като туристически атракцион.

## История

### 11 – 12 век
Населението на Фрамлингам в Съфолк рязко се повишава след нормандското нашествие в Англия. От малко село, Фрамлингхам става град с най-малко 600 жители, заобиколен от ценни земи в една от най-проспериращите части на страната. Регионът бил притежаван от силния Хюго д`Авранш, първи граф на Честър.
Първоначалното укрепление с план „мот и бейли“ е построено през 11. или началото на 12 век в северната половина на вътрешния двор на сегашния замък. Въпреки че първите документи и сведения за замък във Фрамлингам датират от 1148 г., действителната дата на неговото построяване е несигурна и в академичните среди са предложени три основни възможности. Първата възможност е, че замъкът е построен от Роджър Бигод или в края на 11 век или около 1100 г. Втората възможност е, че синът на Роджър, Хюго Бигод, го е построил през 1140 г. по време на гражданската война на мястото на съществуващо имение. Третата възможност е, че е имало всъщност две крепости. Първата била построена през 11 век и след това била срутена от Хюго Бигод през 1160 г., за да може да построи нов и по-голям замък.
Според хипотезата на историка Александър Магнус възможно е замъкът да е построен върху вече съществуващи англосаксонски обществени сгради, което е било разпространена практика.

### 13 век
Първата баронска война избухва през 1215 г. между Крал Джон и фракция от разбунтували се барони, недоволни от управлението на краля. Роджър Бигод станал един от ключовите опоненти на Джон, след като оспорва нововъведените военни налози. Кралските войски обградили околните земи и армията на Джон пристигнала на 12 март същата година, следвана от кралската армия на следващия ден. На 14 март, кралят пише на Джон, който, повлиян от съдбата на Рочестърския замък предишната година, се съгласява да се предаде без бой. Изглежда, че след като Джон си мести войските, Роджър успява да си възвърне владението на замъка и през 1225 г. замъкът е наследен от неговия внук, кръстен също Роджър.
Голям парк е построен около замъка. За първи път паркът се споменава през 1270 г., но се предполага, че е построен по-рано. Паркът покривал 243 хектара и се простирал на 3 km северно от замъка. В парка също имало хижа с градина за отдих около нея.
През 1270 г. Роджър Бигод, петият граф, наследил замъка и предприел мащабни ремонти с цел замъкът да придобие значителен лукс и стил. Въпреки че Бигод бил доста богат, му се налагало да вземе назаем пари първо от еврейската общност, а след изгонването на евреите, от италианските търговци. В края на века Рождър имал и голям дълг към Едуард I. В резултат на това Роджър повел сериозна опозиция срещу Едуард за допълнителните данъци за финансиране на военни кампании във Франция. В отговор Едуард изземва земите на Роджър и му ги връща при условие, че след смъртта на благородника те ще станат отново собственост на Короната (Роджър умира през 1306 г.).

### 14 век
Едуард II предоставя замъка на своя полубрат, Томас Бродертън, първи граф на Норфолк. Архивите показват, че тогава замъкът бил само частично обзаведен, но е неясно дали защото е бил рядко използван, или защото мебелите били пренасяни от замък на замък при пътуване на собственика. Замъкът продължава да процъфтява и след смъртта на Томас става първо собственост на неговата вдовица, но по-късно, през 1362 г., попада в ръцете на семейство Ъфърд (Уфорд). Уилям Ъфърд притежавал замъка по време на селското въстание от 1381 г. като повечето битки се провеждали в близост до Фрамлингам.

## Дизайн
Замъкът се намира на хълм с изглед към река Ор. Състои се от три части – Вътрешен двор, Бейли (стария двор) и Ниския двор – и е заобиколен от плитко езеро и земеделски земи. Бейли се намира в южната част на оградения вътрешния двор и е бил първоначално с дървена ограда и насипи от пръст, от които само насипите са оцелели.
|  | Тази страница частично или изцяло представлява превод на страницата Framlingham Castle в Уикипедия на английски. Оригиналният текст, както и този превод, са защитени от Лиценза „Криейтив Комънс – Признание – Споделяне на споделеното“, а за съдържание, създадено преди юни 2009 година – от Лиценза за свободна документация на ГНУ. Прегледайте историята на редакциите на оригиналната страница, както и на преводната страница, за да видите списъка на съавторите. ВАЖНО: Този шаблон се отнася единствено до авторските права върху съдържанието на статията. Добавянето му не отменя изискването да се посочват конкретни източници на твърденията, които да бъдат благонадеждни. |